# Guillaume Duprat (auteur et illustrateur)
Pour l’article homonyme, voir Guillaume Duprat.
Guillaume Duprat, né à Paris, est un auteur et illustrateur français.
La majorité de ses livres puise ses références dans la mythologie, l’anthropologie, l’histoire des sciences et des religions et de l’art pour redonner vie à des représentations du cosmos anciennes ou méconnues.
Le fil conducteur de l'ensemble de ses œuvres est la relativité du regard que ce soit dans l'étude de la cosmologie à toutes les époques et dans toutes les régions du monde ou dans son dernier livre Zooptique qui propose la vision d'un même paysage à travers les yeux de différents animaux.

## Biographie
Guillaume Duprat est diplômé de l'École Estienne à Paris. Son service militaire exécuté dans un centre culturel au milieu des années 1990 en Guinée-Bissau, dans une ancienne colonie portugaise est un tournant charnière dans sa vie. Scandalisé par les disparités salariales entre les expatriés et les africains, curieux de la culture locale, il rédige de multiples notes et dessine de nombreux carnets de croquis. Cette démarche ethnographique est adoptée à chacun de ses voyages : Inde, Mali, Japon et Asie du Sud-Est.
Il a d'abord publié des images dans la presse (Geo, Ciel et Espace, Toc, Focus, Les Cahiers Science et Vie, Macrocosme). Se définissant comme un « chercheur indépendant en cosmologie » ou un « cosmographe », il collecte depuis une douzaine d'années des informations provenant des anthropologues, des historiens des sciences ou des religions relatives aux différentes représentations du monde par des peuples qui n'ont pas d'images ou qui ont été oubliées ou méconnues.
« Ce qui m’intéresse, c’est de me mettre la tête à l’envers pour déconstruire ce qu’on connaît ». « Je me sens bien en collectionneur de mondes. C'est comme un voyage immobile. Je me situe dans cet espace imaginaire, entre la science et le grand public. J'aime connecter les deux. La science est porteuse d'un imaginaire très fort. » affirme l'auteur dans un entretien avec le monde.
Il a participé à différents projets de vulgarisation scientifique utilisant sa base de données Cosmologik. Ses sources bibliographiques, consultées dans les bibliothèques assidûment fréquentées de la BnF et du Musée du Quai Branly pour la création de ses ouvrages, sont référencées précisément sur son site personnel.
Depuis le début des années 2000, il est Directeur artistique aux éditions ULMER, une maison d’édition spécialisée dans les domaines de la nature, de l’écologie, des jardins.

## Projet Cosmologik
Le projet « Cosmologik » est une recherche personnelle de Guillaume Duprat sur les multiples représentations de l’univers dans les cultures humaines. À travers l'étude de la cosmologie dans plusieurs pays, des réponses différentes sont apportées à des problématiques essentielles identiques : Quelle est la forme de l’univers ? Comment l’homme se situe dans le cosmos ?
Cette connaissance permet de déplacer notre point de vue, de comprendre des systèmes de pensée lointains, de relativiser notre relation au monde et  répond à une quête de soi. La vision de l’univers renvoie à des questions sous-jacentes fondamentales, le monde est le miroir de l’Homme…
L'étude de plus de 500 cosmologies a  permis à Guillaume Duprat d'inventer le Cosmotron, un jeu interactif de l’exposition permanente du planétarium de Vaulx-en-Velin (Rhône), inaugurée en janvier 2014.

## Œuvres
- Mondes, mythes et images de l’univers, avec Leila Haddad, Seuil, 2006.
- Le Livre des Terres imaginées, Seuil, 2008.
- Cosmos, une histoire du ciel, avec Leila Haddad, Seuil, 2009.
- Zooptique – Imagine ce que les animaux voient, Seuil, 2013.
- Univers des mondes grecs aux multivers , Saltimbanque, 2018.
- Dans la peau des monstres, Saltimbanque Editions, 2019.
- in La Moitié du Fourbi N°9 avec Frédéric Fiolof, Philippe de Jonckheere, Zoé Balyhus, Hugues Leroy, Lucie Taïeb, Tristan Tzara, Anne Maurel, Anthony Poiraudeau ,Hélène Gaudy, Hugues Rober, 2019
- Guillaume Duprat, avec Olivier Charbonnel, Saltimbanque Editions, 2021.